# 280-talet

## Händelser
- 280 - Den grekiske matematikern Pappos demonstrerar geometriskt gravitationscentrums egenskaper.
- 280 - Det kinesiska kungariket Wu upplöses av Jin, vilket slutligen gör slut på De tre kungadömenas period i Kina.
- 284 – Diocletianus blir romersk kejsare.

## Födda
- Omkring 280 – Maxentius, kejsare av Rom.
- Omkring 283 – Lucia, martyr och helgon inom romersk-katolska och ortodoxa kyrkan, med festdag 13 december.

## Avlidna
- 282 – Probus, kejsare av Rom.
- Juli/augusti 283 – Carus, kejsare av Rom.
- 7 december 283 – Eutychianus, påve.
- November 284 – Numerianus, kejsare av Rom.
- 285 – Carinus, kejsare av Rom.